# Chen Hongshou
Chen Hongshou (en chinois simplifié : 陈洪绶 ; chinois traditionnel : 陳洪綬 ; pinyin : Chén Hóngshòu ; Wade-Giles : Ch'en Hung-shou ; EFEO Tch'en Hong-Cheou ; surnom : Zhanghou, noms de pinceau : Laolian, Fuchi, Yunmenseng et d'autres, après 1644 il se fait appeler : Huichi ou Wuchi), né en 1598 dans la province du Zhejiang, d'une famille noble de Zhuqi, mort en 1652, est un peintre chinois de genre (animaux, paysages, fleurs), un poète et un calligraphe.

## La dynastie des Ming (1368-1644)

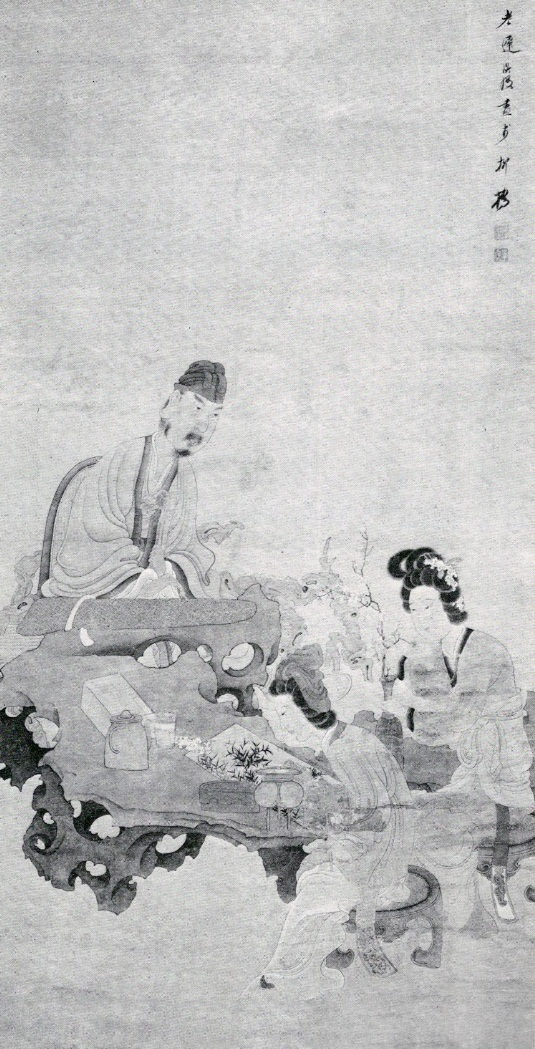
Initiation à l'art par Chen Hongshou. Assis devant une table, un lettré initie deux élèves à l'étude des arts. Tout en dégageant sa cithare de son enveloppe, il observe avec grande attention les jeunes filles: l'une dispose une fleur dans un vase, l'autre contemple une peinture de bambous.

À la fin des Ming, de nombreuses écoles de peinture émergent dans diverses villes et régions, incluant les écoles de Wu, Zhe, Jiangxia, Huating et Bochen. Les couleurs exceptionnelles de Xu Wei, Wu Bin et Chen Hongshou entre autres, l'accroissement soudain du nombre de femmes artistes et la propagation de la peinture érotique sont, pour la peinture Ming, des manières de rompre avec le passé.

## Biographie
Poète et calligraphe, c'est un peintre doué. Il accepte un titre académique honorifique mais refuse celui de peintre de cour. Après la chute de la dynastie des Song, la ferveur religieuse retombe peu à peu, et grottes et temples sont aménagés ou construits en plus petit nombre et dans des proportions plus modestes. Avec le déclin de la religion, la peinture Ming de personnage perd son principal mécène et elle décroit en importance jusqu'à la fin de la dynastie. Un petit renouveau survient avec l'émergence de peintres de personnages tels que Ding Yunpeng, Wu Bin, Chen Hongshou, Cui Zizhong, Zeng Jing et Xie Bin.
Célèbre peintre archaïsant, Chen Hongshou peint des fleurs, des oiseaux, des arbres, des paysages et aussi des scènes à personnages de caractère profane ou religieux. Calligraphe et poète, il est en relation avec de grands lettrés et peintres, tels Qi Zhaijia, Huang Daochou Ni Yuanlu. Après la chute des Ming, il se lie avec des loyalistes hors la loi et se fait moine.

### Le portrait et la peinture de personnage à la fin des Ming
Chen Hongshou et Cui Zizhong occupent une place éminente parmi les peintres de personnages et les portraitistes de la fin des Ming. Comme ils sont nés dans des régions différentes, ils sont connus sous l'appellation de «Chen du Nord et Cui du Sud». Mais l'appariement de leurs noms n'est qu'une façon usuelle de rendre hommage à deux individus marquants, qui ne préjuge en rien de la similitude de leurs styles.  Après avoir  maintes fois raté les examens de la fonction publique, Cui abandonne l'idée d'entrer dans l'administration et consacre tout son temps et son énergie à la peinture. Chen Hongshou connait le même échec dans ses tentatives d'entrer dans l'administration publique. Les deux hommes sont toutefois dotés de caractères totalement différents. Chen, qui aime l'alcool et les femmes, mène une vie dissolue. Issu d'un bon milieu et jadis élève de lettrés aussi célèbres que Liu Zongzhou et Huang Daozhou.

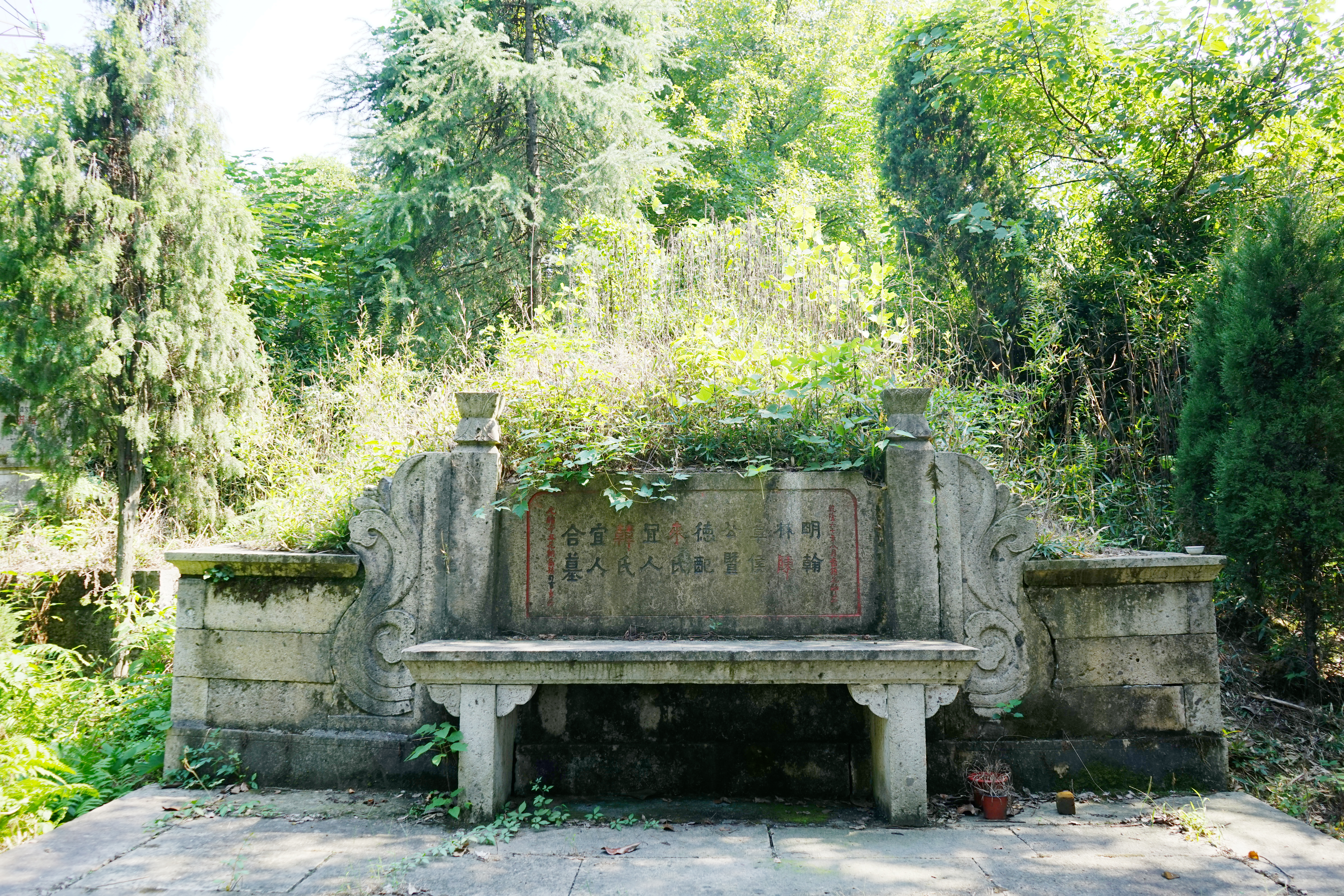
Tombe de Chen Hongshou

En 1642, il est admis comme étudiant dans la plus prestigieuse institution scolaire, le collège impérial. Plus tard, il est engagé par la famille impériale pour copier des portraits d'empereurs de diverses dynasties. Comme l'époque est à l'instabilité politique et que le métier de peintre de cour ne l'intéresse pas, il rentre chez lui au bout d'un an. En 1645, quand les troupes des Quing, poussant au sud, prennent la province du Zhejiang, nombre de professeurs et amis de Chen sacrifient leurs vies pour défendre les Ming. Lui-même est capturé par les troupes des Qing et échappe de justesse à la mort. Il se rase le crâne et se fait moine, adoptant les noms de Huiseng (Moine Repentant), Huichi (Repentir Tardif) et (Chiheshang (Moine Retardataire).

### Pressenti à la peinture
Les nombreuses œuvres qui nous restent signées «Moine Repentant ou Repentir Tardif» sont toutes réalisées par Chen après la chûte des Ming. Chen est un artiste talentueux qui atteint très tôt sa maturité. On raconte qu'à l'âge de quatre ans, il exécute un portrait de plus de trois mètres de haut de Guan Yu, fameux général de la période des Trois royaumes. À quatorze ans, il est à même de rapporter quelque argent grâce à la vente de ses peintures. À dix-neuf ans, il réalise une série de xylographies pour illustrer les Neuf Odes du poète de l'Antiquité Qu Yuan de l'État de Chu. Les fondements de son style de peinture de personnages y sont déjà présents.
Chen acquiert une bonne réputation comme illustrateur de pièces de théâtre et d'autres œuvres littéraires, et comme auteur d'images de cartes à jouer. Ses illustrations pour L'Histoire du pavillon de l'Ouest et ses xylographies Au bord de l'eau et Antiques cartes à jouer existent toujours. Dans son enfance, il exécute de nombreuses copies d'estampages de stèles de Confucius et de ses soixante-douze disciples, attribuées à Li Gonglin. Il bénéficie aussi des enseignements de Lan Ying, qui lui apprend les bases de la peinture de personnage et de paysage.

### Style et technique
Dans les peintures de personnages de Chen, les visages sont souvent caricaturés, les vêtements dessinés de façon fantaisiste, sans souci de l'anatomie. Les critiques modernes placent habituellement ces œuvres dans la catégorie des «distorsions», mais Chen pour sa part considère  sa technique comme la reprise d'une ancienne tradition. Dame Xuan Wenjun enseignant les classiques, peint en 1638 alors que Chen, âgé de quarante et un an, est dans la fleur de l'âge, en fournit un bon exemple.
Cette peinture, offert à sa tante pour son soixantième anniversaire, est exécutée avec méticulosité. Dame Xuan Wenjun est une lettrée, qui éduque  si bien ses fils que l'empereur Fu Jian établit une classe chez elle, où elle enseigne à cent vingt élèves le Zhou guan, un livre classique sur l'administration gouvernementale que presque personne ne comprend à part elle. La tante de Chen, qui est veuve, est certainement une femme très érudite, et il lui exprime son admiration à travers la peinture. Que la comparaison soit appropriée ou pas, l'œuvre en elle-même constitue le portrait d'un personnage historique. Pour le rendre aussi précis que possible, Chen accorde beaucoup d'attention non seulement à la représentation de la salle, de l'ameublement et des objets posés sur la table, mais aussi aux personnages, à leurs vêtements et à leurs parures.
Les jeunes filles ont des visages délicats; leurs robes longues et amples tombent jusqu'à terre. Les hommes avec leurs traits déformés et leurs robes aux vastes manches, accusent une claire ressemblance avec des portraits de la période des six dynasties. La représentation des personnages peut très bien s'inspirer des Exhortations de la préceptrice de la cour aux dames du palais et de Femmes avisées et bienveillantes, œuvres attribuées à Gu Kaizhi. À cette époque, le dessin de personnage tend à être simple et d'une maladresse enfantine. Renouveler ce style est un vœu exprimé par Chen Hongshou.

### Thème et inspiration

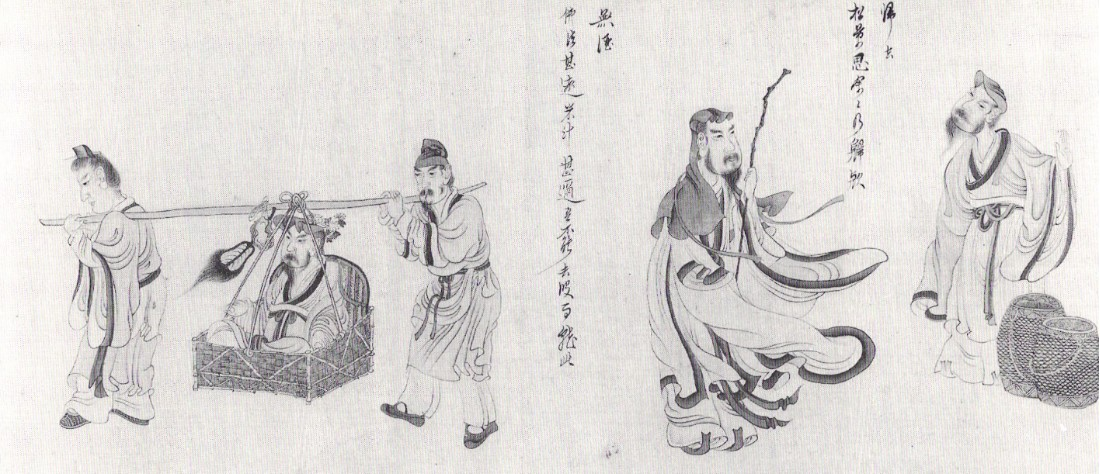
Retour au foyer, détail.

Retour au foyer est peint en 1650 pour son vieil ami Zhou Lianggong, collectionneur et connaisseur en calligraphie et peinture. Sans son livre Duhualu (Lectures sur la peinture), Zhou fait grandement l'éloge de Chen. Ils se brouillent toutefois après la chute de la dynastie des Ming, car Zhou accepte un poste officiel dans l'administration Qing. Au début, Chen ignore les demandes répétées de Zhou, voulant une peinture. Finalement il se présente à lui avec ce rouleau portatif, adaptation  de la célèbre composition littéraire de Tao Yuanming portant le même titre.
Le thème avait la faveur des peintres depuis les Song et les Yuan, mais Chen n'essaie pas d'interpréter ni de décrire le contenu de l'essai. Il en réorganise les sujets selon un nouveau plan, pour dépeindre l'intégrité de Tao Yuanming, ses goûts et ses intérêts. Il peint en tout onze sections, sur la cueillette des chrysanthèmes, la concentration de la force, la plantation du sorgho, le retour à la maison, le manque de vin, l'abandon du sceau (le renoncement à son poste) et le retour au pays natal, l'emprunt de vin, la contemplation d'un éventail, le refus de cadeaux, la mendicité, et le filtrage du vin.

### Conception et développement
Chaque section est une peinture en soi, pourvue d'un titre et d'une courte explication, dont chacune exprime une idée. Chen a puisé son inspiration dans les illustrations de jeux  et de cartes à jouer. Les personnages et les vêtements sont exécutés dans un style très formaliste rattaché à la peinture des Six Dynasties, mais leurs attitudes sont pleines d'émotion. dans la section En cueillant un chrysanthème, par exemple, l'homme porte le chrysanthème à ses lèvres comme pour l'embrasser, ce qui est une expression de profond amour. Les lignes qui accompagnent la peinture disent : « avec cette fleur jaune à peine éclose et du vin pour étancher ma soif, que puis-je demander d'autre ? » Dans l'abandon du sceau, Tao Yuanming se sépare de son sceau officiel et le remet à son jeune serviteur, tandis que lui-même est debout dans le vent, la tête dressée, le visage empreint de détermination.
Chen écrit ces mots sur la peinture : «Pour gagner ma vie, je suis venu; refusant de courber l'échine, je m'en vais loin d'un monde de tumulte». Le segment Retour au foyer montre Tao Yuanming marchant avec un bâton, son vêtement et sa ceinture agités par le vent; il semble impatient de rentrer chez lui et de mener une existence recluse. Le poème accompagnant la peinture dit : «Les pins languissent après moi, comment pourrais-je ne pas rentrer?». Dans ce rouleau, Chen brosse le portrait d'un  Tao Yuanming à l'allure aisée et désinvolte.

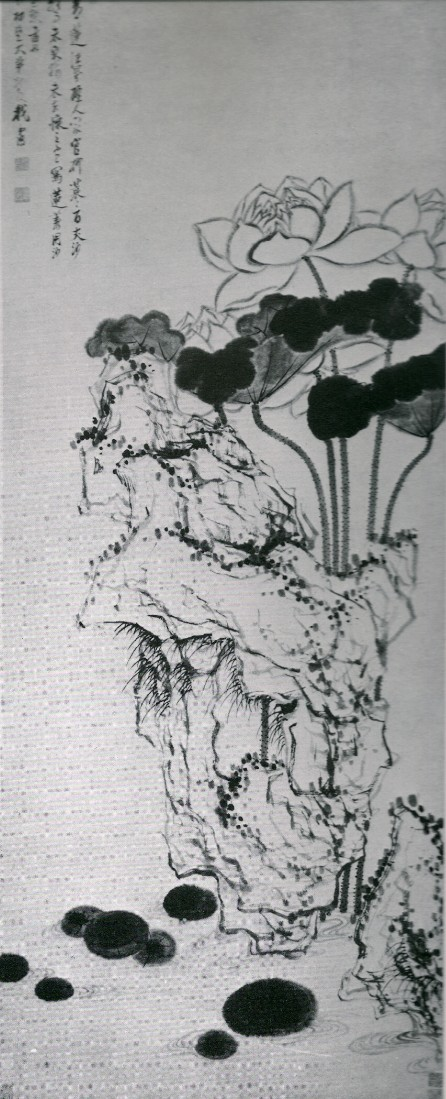
Lotus et rocher par Chen Hongshou. Derrière un rocher aux formes étranges, représenté dans un étang, poussent des fleurs de lotus. À l'angle droit en bas est figurée une pierre de moindre taille. Sur l'eau flottent des feuilles de lotus. Chen Hongshou étudie d'abord Lan Ying, puis, se tournant vers le passé, il s'inspire des maîtres anciens (Wu Daozi, Li Gonglin, Zhao Mengfu), cherchant, en s'inspirant du passé, à s'exprimer lui-même. Il est fort excentrique.

À travers les illustrations et les poèmes, il adresse des reproches à son ami Zhou Lianggong. La façon dont Zhou réagit n'est pas mentionnée, mais il reste à son poste de fonctionnaire au service des Qing et échappe de justesse à la mort sous le régime mandchou. Après en avoir été démis, il rédige une biographie de Chen Hongshou, où il déplace volontairement l'époque à laquelle Chen s'est présenté à lui avec ce rouleau pour la situer avant la chute de la dynastie des Ming. Il regrettait d'avoir ignoré les exhortations de son ami à rentrer chez lui plus tôt.
Sheng An portant des fleurs dans ses cheveux, Une réunion littéraire (musée de Shanghai) et Vie d'un reclus à shilinguan, (musée national du palais impérial, Taipei) comptent au nombre des plus belles peintures de Chen, riches en symbolique et soigneusement composées. Alors qu'il peint Réunion littéraire à Xiyuan (musée du palais impérial, Beijing), sa dernière œuvre, il doit s'interrompre à mi-chemin, victime d'une grave maladie. Elle est achevée en 1725, soixante-trois ans après sa mort, par le célèbre peintre Hua Yan, de Yangzhou.
Chen déploie aussi une grande créativité dans les peintures de paysages et d'oiseaux-et-fleurs. L'audace avec laquelle il retranche les éléments sans rapport avec le sujet, ses innovations dans la composition, la riche saveur décorative et la forte subjectivité de ses œuvres sont uniques dans l'histoire  de la Chine et ont, jusqu'à aujourd'hui, marqué les peintres de leur empreinte.

## Musées
- Beijing (Musée du palais impérial) :
  - Sheng An portant des fleurs dans ses cheveux, encre et couleur sur soie, rouleau mural, 143,5 × 61,5 cm.
- Californie (Art Museum):
  - Initiation à l'art, encre et couleur sur soie, rouleau en hauteur, 91,5 × 46,3 cm.
- Honolulu: (Acad. of Art):
  - Retour au foyer, encre et couleur claire sur soie, rouleau portatif, daté 1650. (Acquisition, 1954).
  - Illustration d'un album du poète Tao Yuanming, signé et daté 1650, rouleau en longueur.
- Shanghai (Mus. Nat.)
  - Lotus et rocher, encre sur papier, rouleau en hauteur. 151 × 62 cm.
- Paris Mus. Guimet:
  - Le Dieu de longévité avec deux compagnons.
- Stockholm (Nat. Mus.):
  - En saluant la vieille mère, signé.
- Taipei (Mus. du Palais):
  - Fleurs et papillons, encre et couleurs sur soie, rouleau en hauteur.
  - Oiseaux de montagne et fleurs de prunier, encre et couleur sur soie, rouleau en hauteur.